# Cousinia esfandiarii
Cousinia esfandiarii là một loài thực vật có hoa trong họ Cúc. Loài này được Rech.f. & Aellen mô tả khoa học đầu tiên năm 1950.